# Burg Konzenberg
Die Burg Konzenberg ist die Ruine einer Spornburg bei 783,2 m ü. NN auf der Gemarkung der Gemeinde Wurmlingen bei Tuttlingen im Landkreis Tuttlingen.

## Geographische Lage
Die Ruine Konzenberg liegt etwa 2 Kilometer östlich von Eßlingen und 3 Kilometer südwestlich von Wurmlingen auf einem nach Westnordwest zeigenden Sporn, der im Norden vom Eltatal und im Südwesten durch das vom Krähenbach gebildete Bächetal begrenzt wird.

## Geschichte

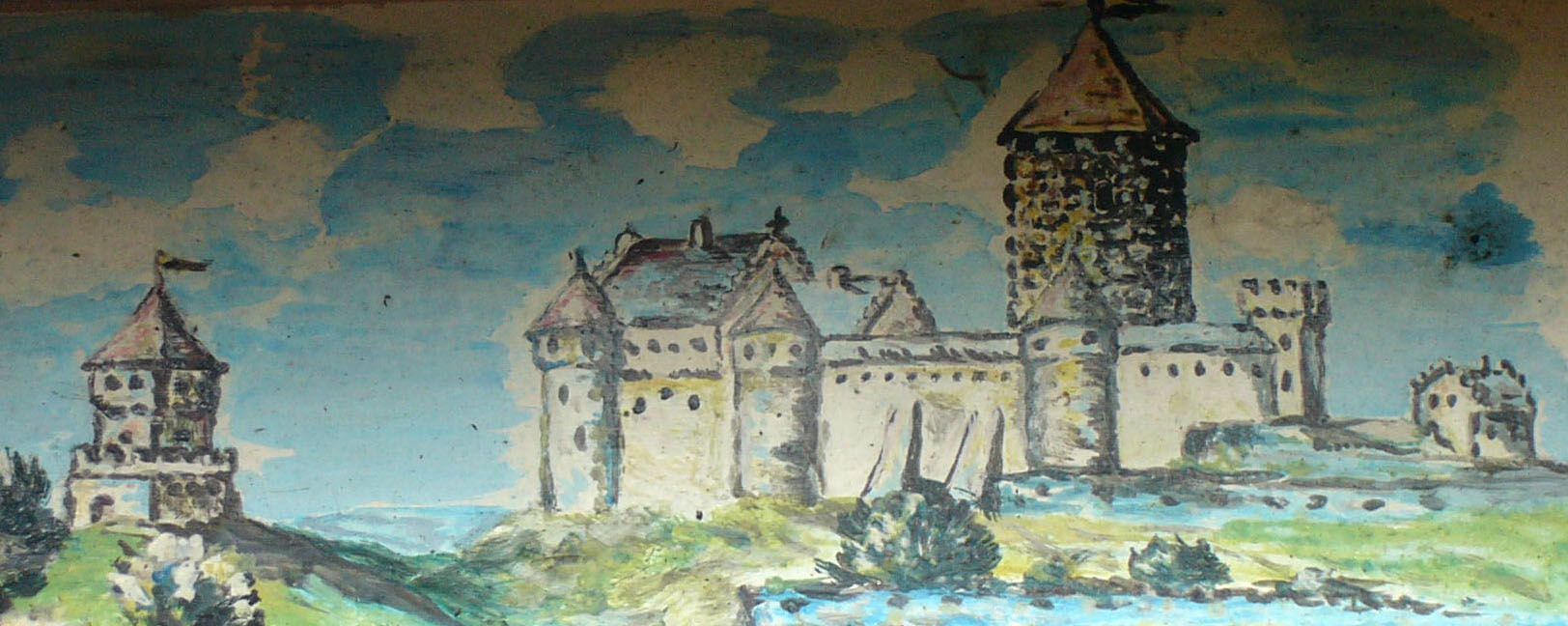
Mutmaßliches Aussehen der Burg Konzenberg im späten Mittelalter auf der Informationstafel vor der Ruine

Erbaut wurde die Burg im hohen Mittelalter, wohl von den Edelfreien von Wartenberg. Sie wurde im Jahr 1239 als erstmals urkundlich erwähnt und war zu dieser Zeit bereits im Besitz der Edelfreien Fürst von Hirschegg, deren Vater Konrad Fürst I. Udilhild von Wartenberg geheiratet hatte.
Konrad Fürst von Konzenberg III. verkaufte im Jahr 1300 die Burg samt Zubehör an Bischof Heinrich II. von Konstanz, der im Jahr 1301 die Gerichtsherrschaft (Vogtei) Wurmlingen (mit Weilheim) und einen Teil der Vogtei von Frittlingen hinzu erwarb und zur Herrschaft Konzenberg machte.
Im Jahr 1460 wurde die Vogtei Wurmlingen mit der Feste Konzenberg vom Hochstift Konstanz an die Konstanzer Dompropstei verpfändet, die es mit dem angrenzenden Eigenbesitz des Dompropstes vereinigte und von Wurmlingen aus einheitlich verwaltete. Im Jahr 1614 erwarb die Dompropstei den Pfandanteil der Herrschaft mit der zeitweise als Gefängnis genutzten Burg Konzenberg zu Eigentum, das dann 1802/03 säkularisiert wurde.
Bis 1816 wohnte noch ein Jäger in der Burg. Im Jahr 1820 wurde die Burg auf Abbruch verkauft und 1838 die letzten Mauern abgetragen nur der mächtig Bergfried blieb stehen.

## Beschreibung
Von der Burg existieren die noch etwa 13 Meter hohen Reste eines massiven Bergfrieds, Reste der Umfassungsmauer und Gräben, die zum Teil mit Vorwällen versehen sind.
Der Bergfried hat eine quadratische Grundfläche von etwa 12,50 auf 12,50 Meter und 4 Meter starke Mauern. Sein Zugang liegt auf etwa 10 Metern Höhe. Er wurde nicht aus dem hier anstehenden Weissjuragestein, sondern mit Tuffgestein aus dem entfernten Hegau, zugehauen zu mächtigen Buckelquadern,  errichtet. Ein Eckstein weist ein (unbekanntes) Wappen auf.
Die Umfassungsmauer bildet ein schlankes Trapez, dessen Seitenlängen an den Spornseiten etwas mehr als 50 Meter betragen. Die zur Spornfläche und zur Spornspitze sichernden Mauern sind etwa 16 Meter (Spornspitze) und 23 Meter (Spornseite) lang. Die Umfassungsmauer ist im Innenbereich bis auf wenige Steinreste von Erde bedeckt. Von außen sind noch Teile des Mauerwerks zu sehen.
Die Anlage ist von Gräben umschlossen, die Halsgräben sind dabei deutlich tiefer als die Gräben an den Seiten des Sporns.
Die Spornseite der Burg war zusätzlich durch ein Vorwerk geschützt. Der Sporn wurde dazu in etwa 150 Meter Entfernung vom Halsgraben durch einen Wall mit Graben gesichert. Die Spornseiten waren von diesem Wall aus bis zum Halsgraben ebenfalls mit Wall und Graben gesichert, wobei das Vorwerk erheblich niedriger ausgeführt war als die Befestigung der Burg. Der westliche und der nördliche Wall des Vorwerks sind heute von Waldwegen durchbrochen.
Der Zugang zur Ruine erfolgt über einen Pfad von Norden über den Halsgraben, oder über einen rezenten Waldweg von der Spornfläche.

## Bilder

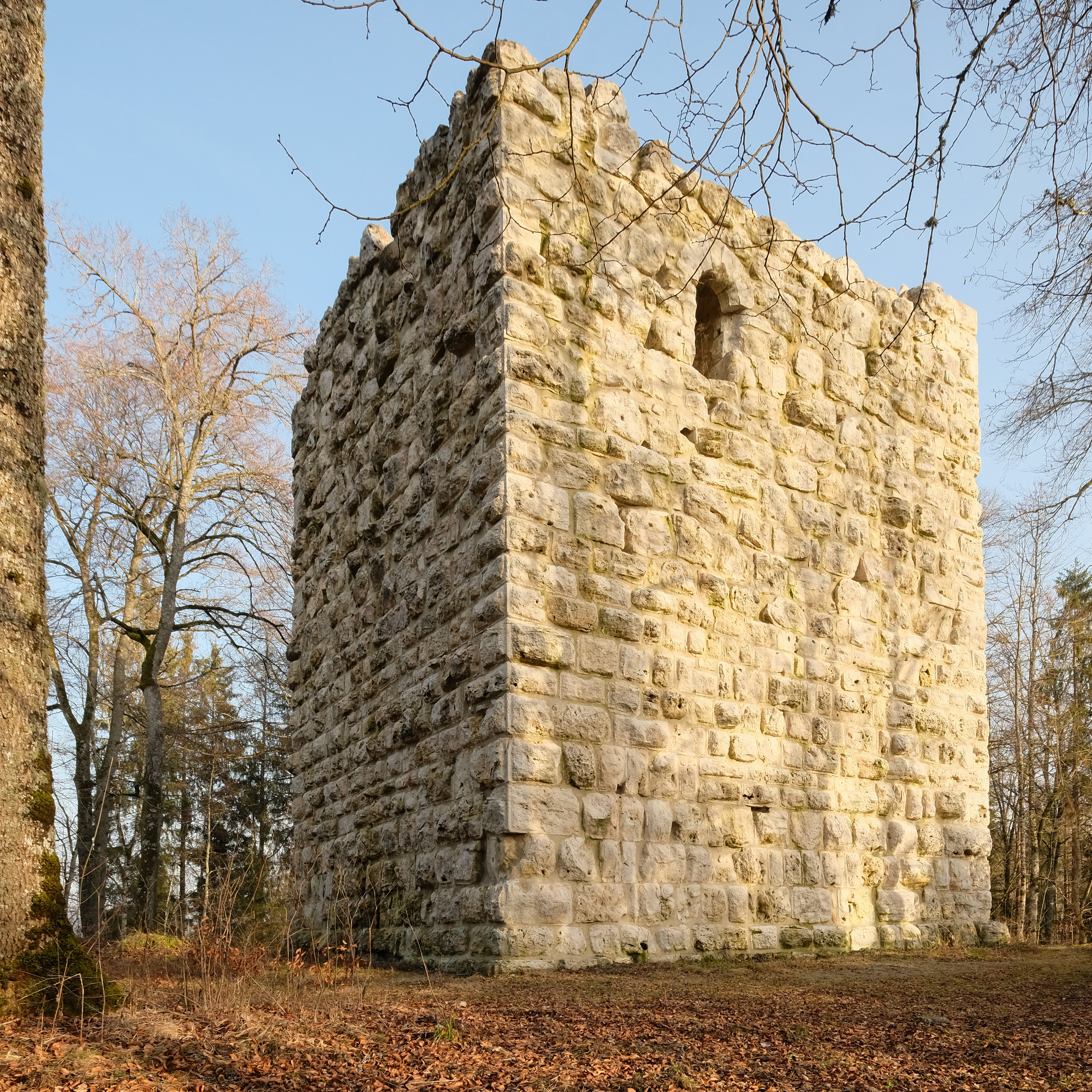
Bergfried mit Zugang
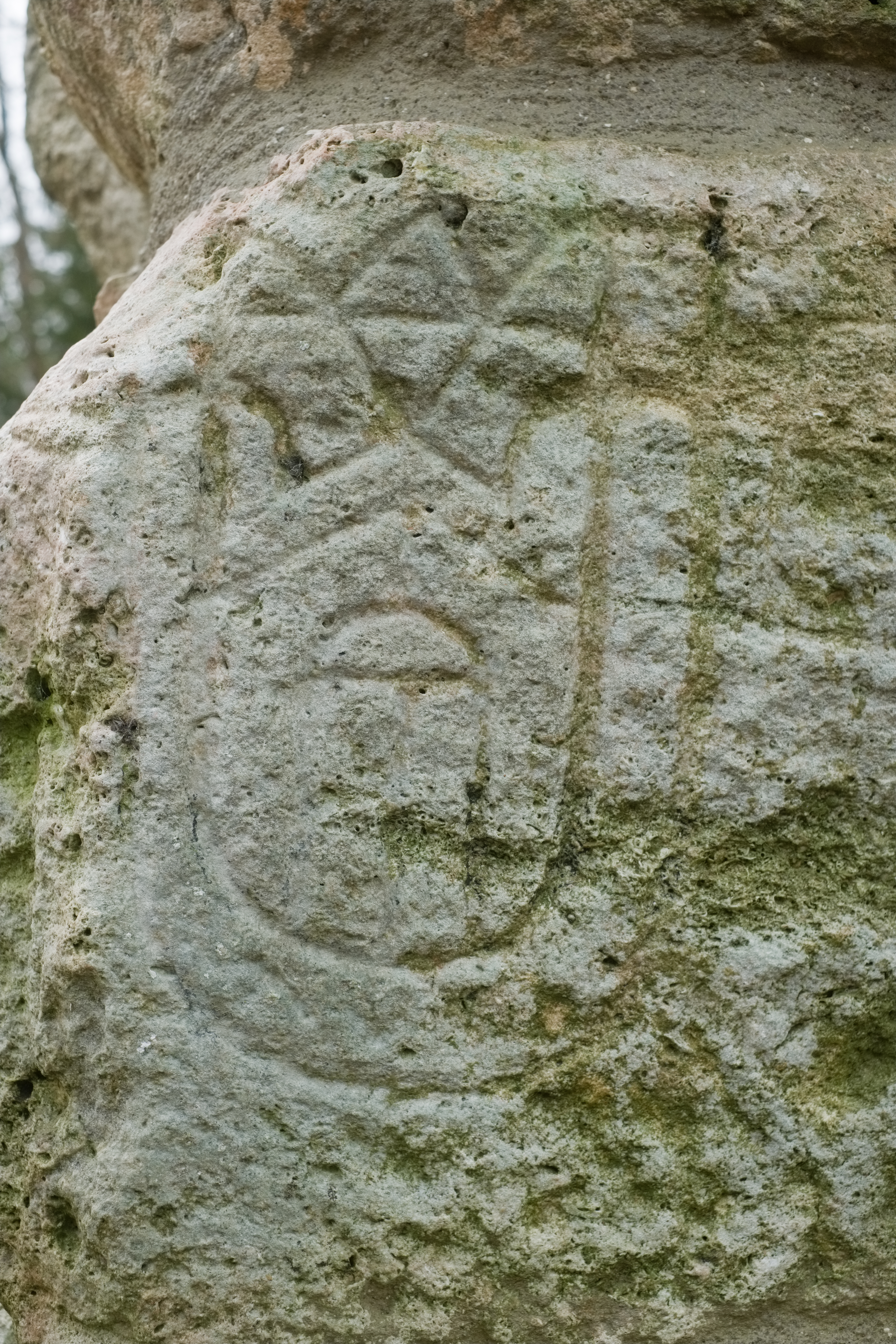
Wappen am Bergfried
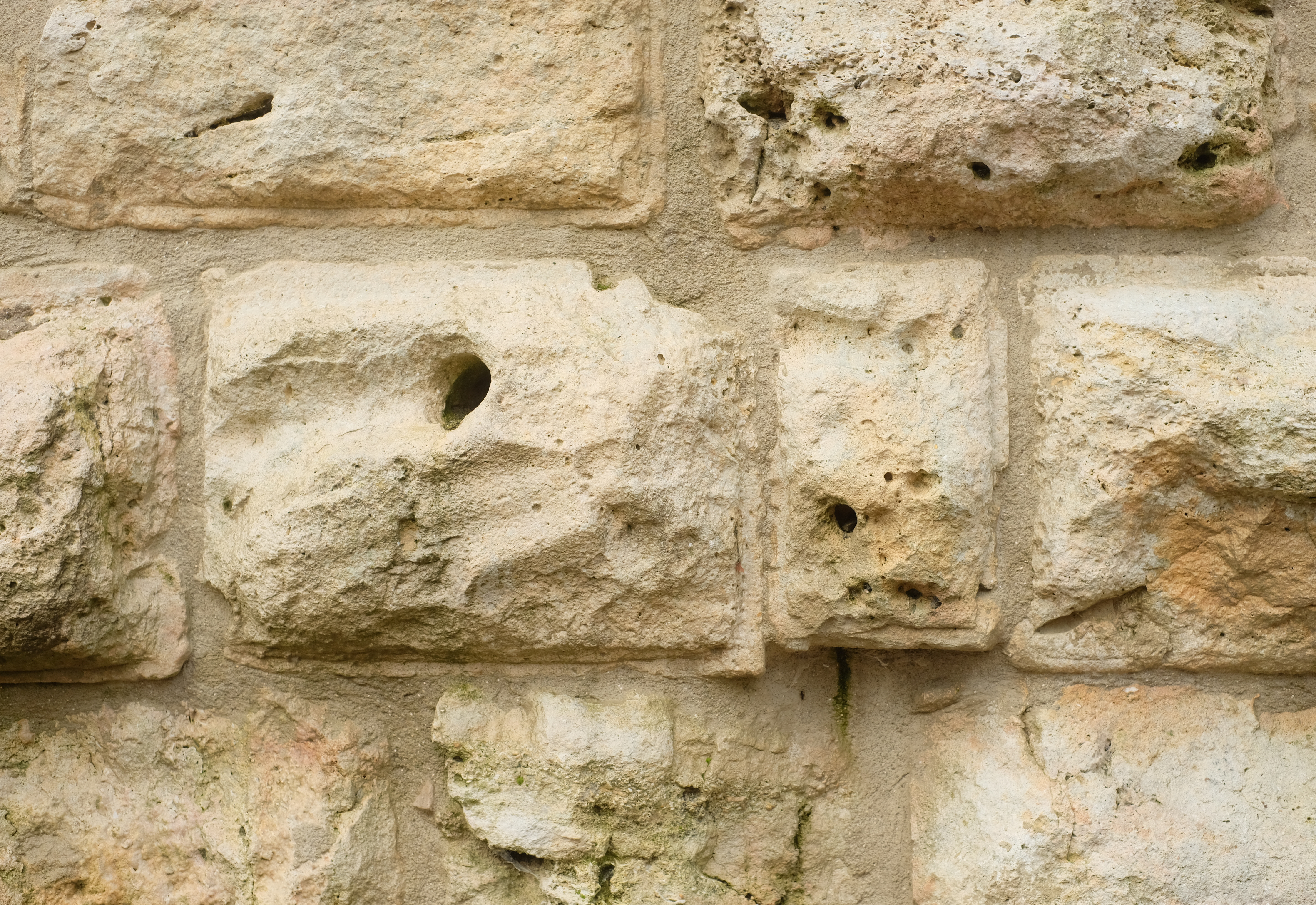
Behauene Buckelquader
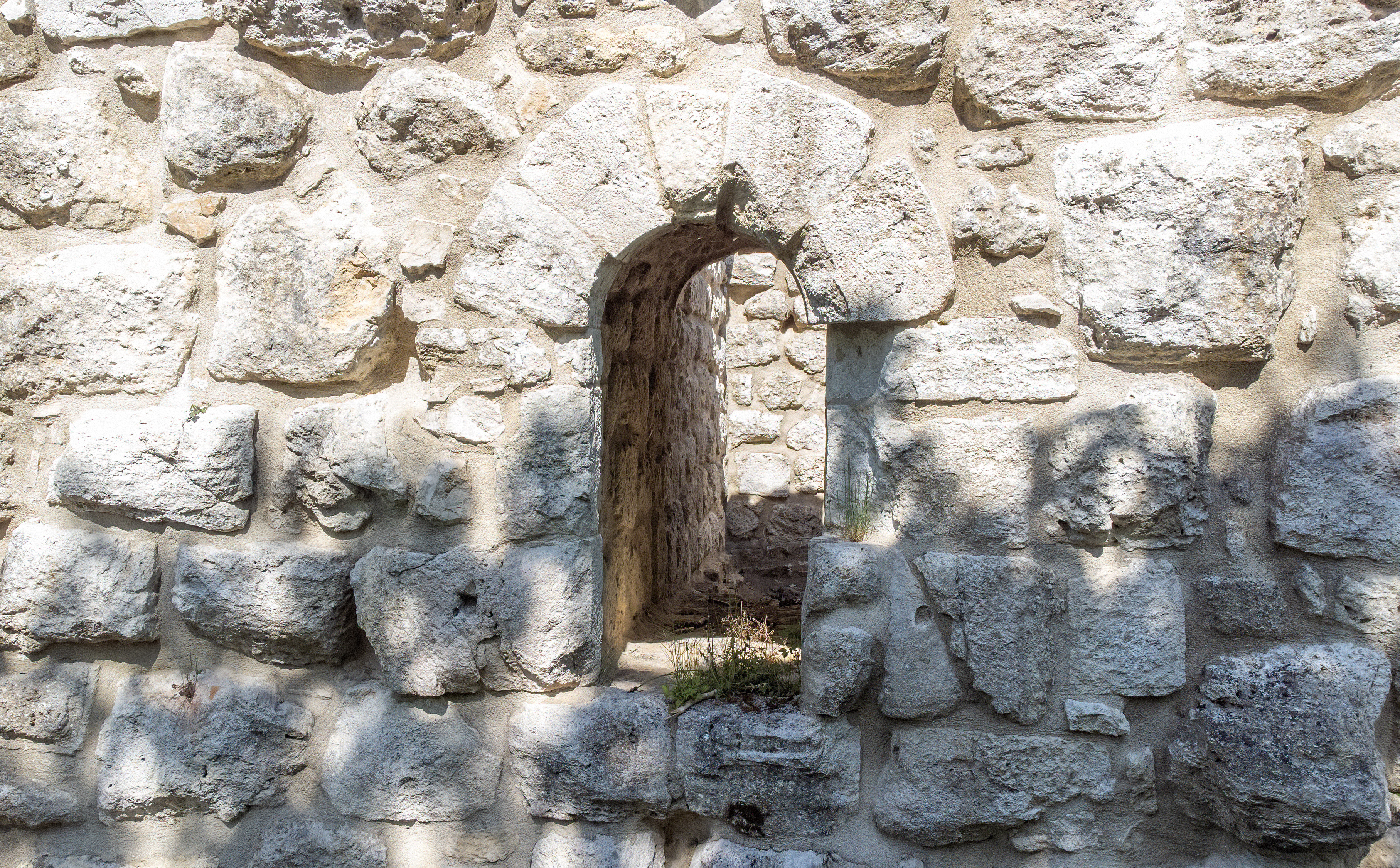
Zugang zum Bergfried
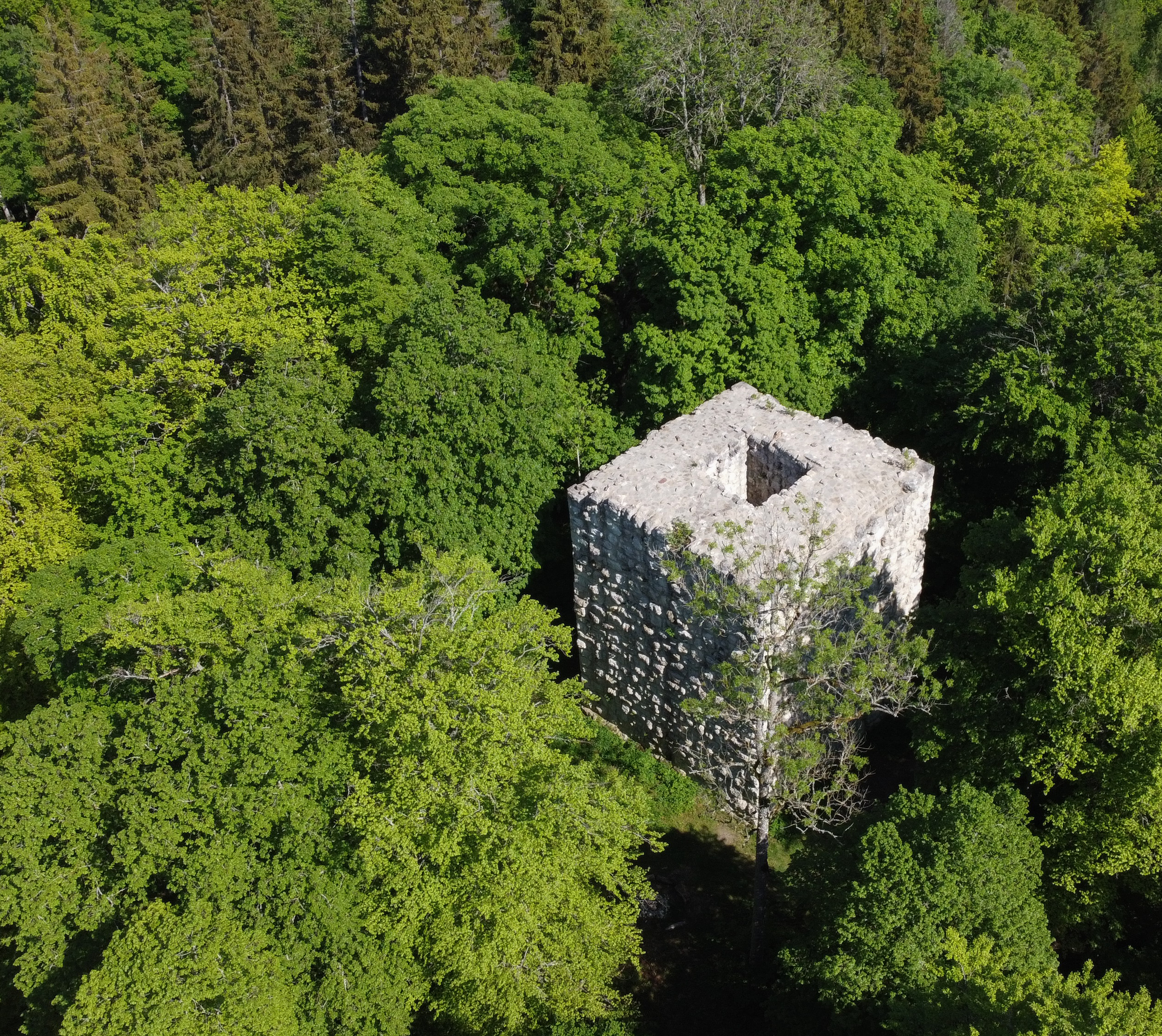
Bergfried
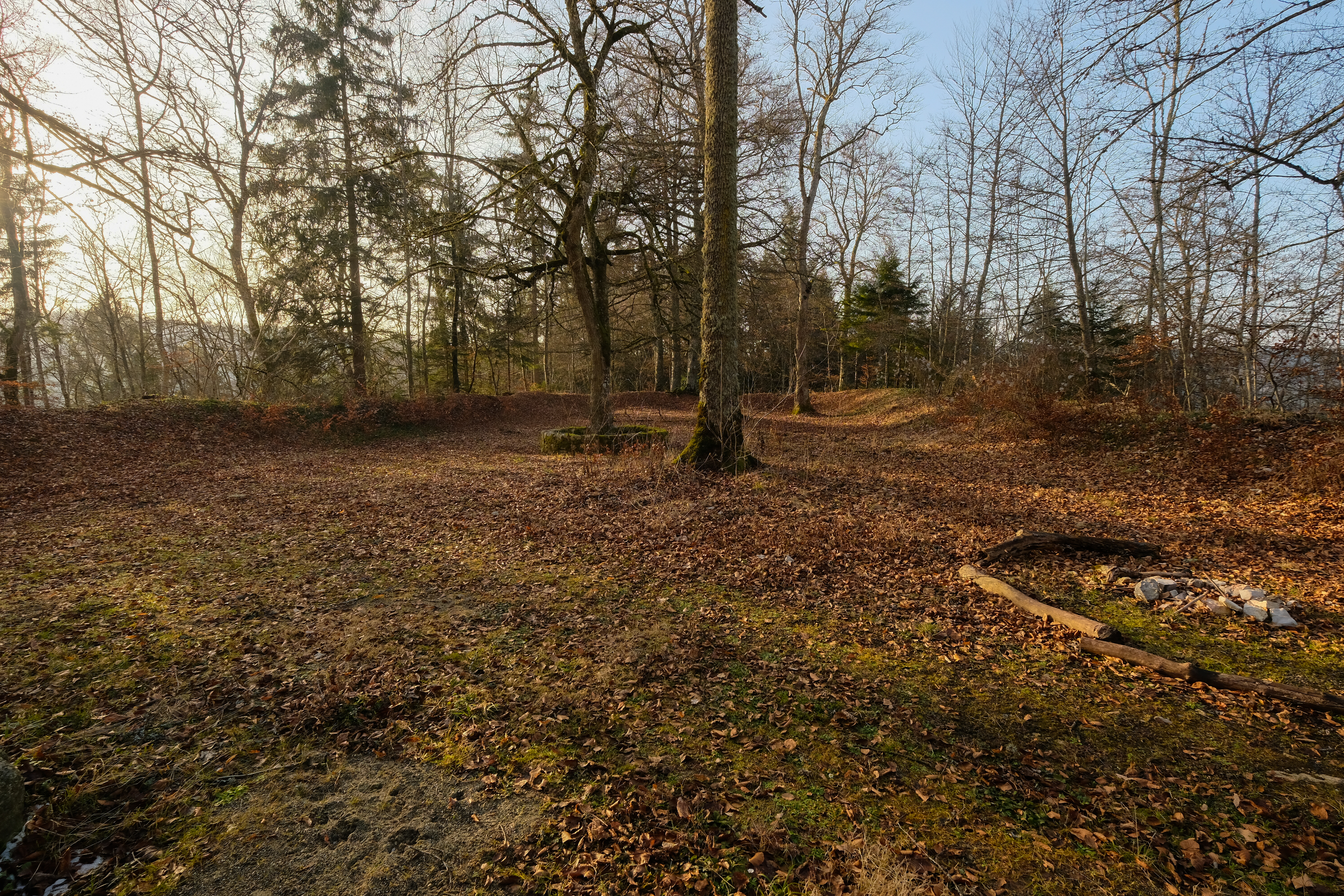
Innenhof mit Resten der Umfassungsmauer
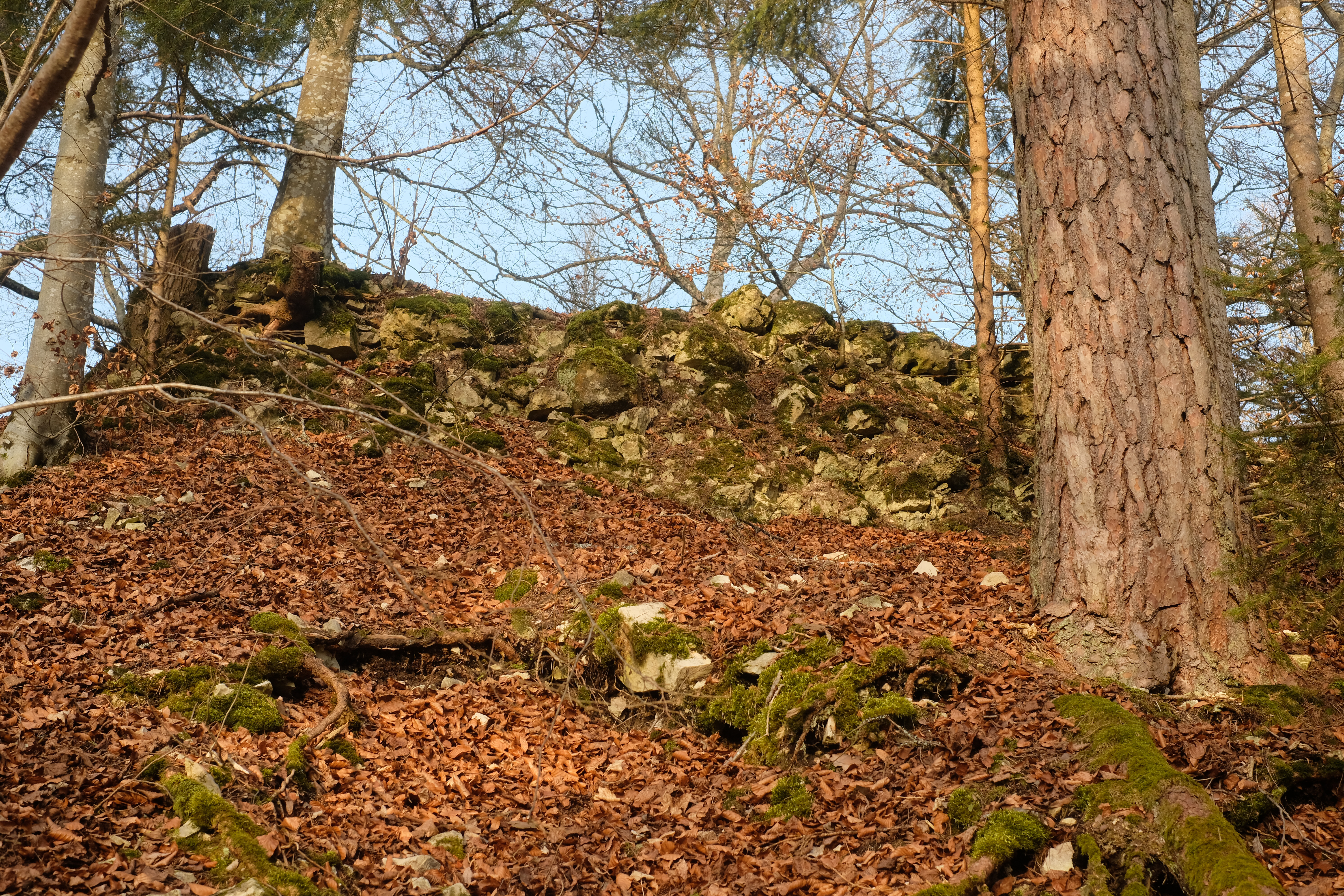
Mauerreste der Umfassungsmauer
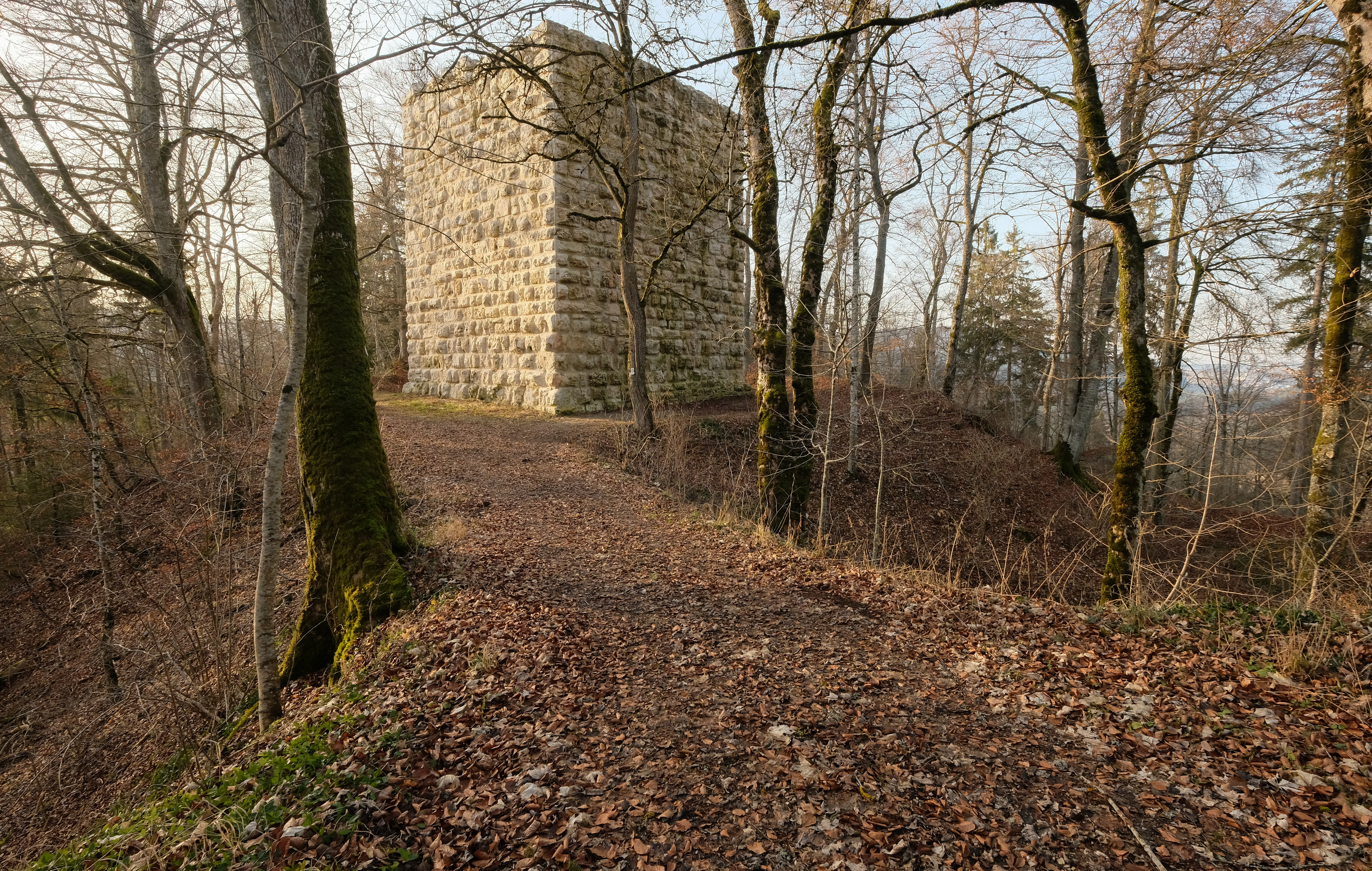
Zugang, rechts und links davon der Halsgraben
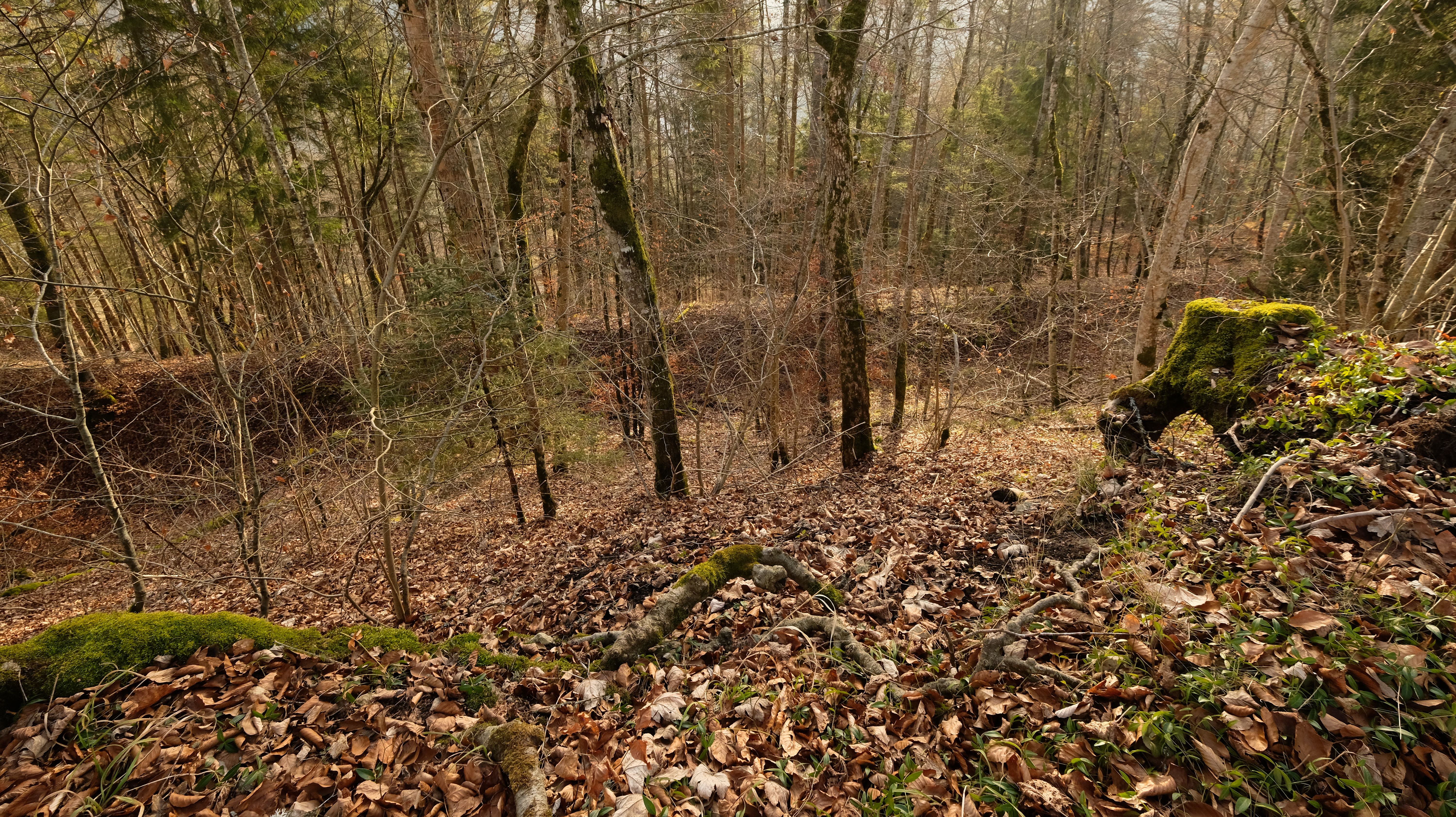
Graben und Vorwall Richtung Bächetal
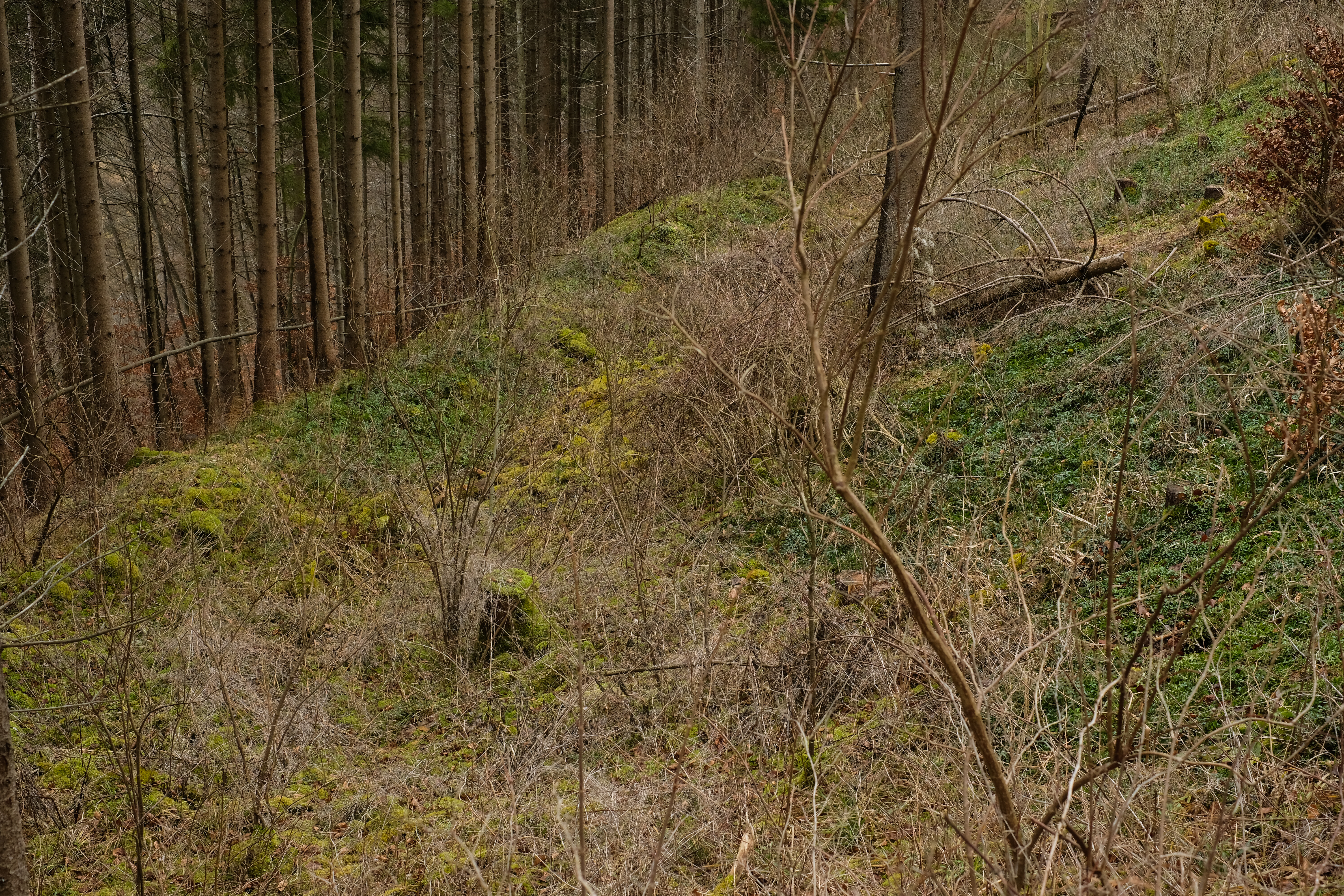
Graben und Wall des Vorwerks Richtung Bächetal